# Nina Åström
Nina Susann Åström, född Lindkvist 1962 i Öja, är en finländsk sångerska och låtskrivare.
Nina Åström skivdebuterade med albumet Person 2 Person 1992, som bestod av egenskrivna låtar. Efter två uppträdanden i Nederländerna samma år kom hon i kontakt med TV-producenten Gerrit aan't Goor, som blev hennes manager och bidrog med texter till hennes kompositioner. Uppföljaren A Matter of Time gavs ut 1994 och var producerad i Nashville, USA, och innehöll gästframträdanden av bl.a. Phil Keaggy. Hon har därefter givit ut en rad album.
Åström vann den finska uttagningen, Euroviisut. till Eurovision Song Contest 2000 med låten A Little Bit. I finalen, som hölls i Stockholm, hamnade hon på en 18:e plats (av 24 bidrag) med 18 poäng. Albumet A Little Bit of Love gavs ut i samband med tävlingen. Sedan 2001 har hon, utöver musiken, ägnat sig åt evangelism och socialt arbete i bl.a. fängelser och rehabiliteringscentra i både Finland och f.d. Östeuropa (däribland Ryssland och Ukraina) i samarbete med finska Kansan Raamattuseura och Skandinaviska Barnmissionen i Sverige. Hon har varit Unicef-ambassadör i Karleby och givit personliga bidrag till flera bön- och andaktsböcker i Finland. Hon har även innehaft en av huvudrollerna i FST:s Julkalendern (1996).
Åströms första finskspråkiga album, Avoin taivas, gavs ut 2012.

## Diskografi
- Person 2 Person (1992)
- A Matter of Time (1994)
- Moods (1995)
- A Friend (1999)
- A Little Bit of Love (2000)
- Vierelle jäät (2000, finsk inspelning av A Friend)
- Merry Christmas Jesus (2001)
- Real Life (2003)
- Landscape of My Soul (2007)
- The Way We Are (2010)
- Avoin taivas (2012)
- Minun aarteeni (2014)
- Joulun Kuningas (2014)
- Takaisin kotiin (2016)
- Rauhaa ja rohkeutta (2018)